# Marcillat-en-Combraille
Pour les articles homonymes, voir Marcillat (homonymie).
Marcillat-en-Combraille est une commune française située dans le département de l'Allier, en région Auvergne-Rhône-Alpes.

## Géographie

### Localisation
Située dans les Combrailles, à quelques kilomètres du département du Puy-de-Dôme, le bourg de Marcillat-en-Combraille se situe sur une butte, à 495 mètres d'altitude, dominant les vallées de la Tartasse et du Bouron.
Bien que chef-lieu de canton jusqu'en mars 2015, la commune de Marcillat-en-Combraille est aujourd'hui moins peuplée que celles de Durdat-Larequille et de Villebret, plus proches de Montluçon, sous-préfecture du département de l'Allier.
Depuis les élections départementales de 2015, Marcillat-en-Combraille dépend du canton de Montluçon-3.
| - OpenStreetMap Limite communale. |

Huit communes sont limitrophes de Marcillat-en-Combraille, dont deux dans le département limitrophe du Puy-de-Dôme,.
| La Petite-Marche          | Terjat                  | Arpheuilles-Saint-Priest Ronnet |
|                           | Marcillat-en-Combraille | Virlet (Puy-de-Dôme)            |
| Saint-Marcel-en-Marcillat | Saint-Fargeol           | Pionsat (Puy-de-Dôme)           |

### Voies de communication et transports
En arrivant depuis le nord, l'accès routier s'effectue après une succession de virages en lacet. Le bourg est situé à 22 kilomètres au sud de Montluçon par la route départementale 1089, ancienne route nationale 689. Cette route continue vers Pionsat au sud-est.
Le territoire communal est également traversé par les routes départementales 4 (vers Montaigut), 51 (vers Saint-Fargeol), 151 (vers Terjat), 409 (vers La Petite-Marche), 451 (vers Virlet) et 915 (vers Évaux-les-Bains).
Par le passé, le bourg de Marcillat-en-Combraille était situé sur l'ancienne ligne ferroviaire de Montluçon à Gouttières via Néris-les-Bains et Pionsat.

### Climat
Pour des articles plus généraux, voir Climat d'Auvergne-Rhône-Alpes et Climat de l'Allier.
En 2010, le climat de la commune est de type climat océanique dégradé des plaines du Centre et du Nord, selon une étude du CNRS s'appuyant sur une série de données couvrant la période 1971-2000. En 2020, Météo-France publie une typologie des climats de la France métropolitaine dans laquelle la commune est exposée à un climat de montagne ou de marges de montagne et est dans la région climatique Ouest et nord-ouest du Massif Central, caractérisée par une pluviométrie annuelle de 900 à 1 500 mm, maximale en automne et en hiver.
Pour la période 1971-2000, la température annuelle moyenne est de 9,8 °C, avec une amplitude thermique annuelle de 14,9 °C. Le cumul annuel moyen de précipitations est de 842 mm, avec 11,1 jours de précipitations en janvier et 7,7 jours en juillet. Pour la période 1991-2020, la température moyenne annuelle observée sur la station météorologique de Météo-France la plus proche, sur la commune de Pionsat à 8 km à vol d'oiseau, est de 10,2 °C et le cumul annuel moyen de précipitations est de 917,2 mm,. Pour l'avenir, les paramètres climatiques de la commune estimés pour 2050 selon différents scénarios d'émission de gaz à effet de serre sont consultables sur un site dédié publié par Météo-France en novembre 2022.

## Urbanisme

### Typologie
Au 1er janvier 2024, Marcillat-en-Combraille est catégorisée commune rurale à habitat dispersé, selon la nouvelle grille communale de densité à 7 niveaux définie par l'Insee en 2022.
Elle est située hors unité urbaine et hors attraction des villes,.

### Occupation des sols

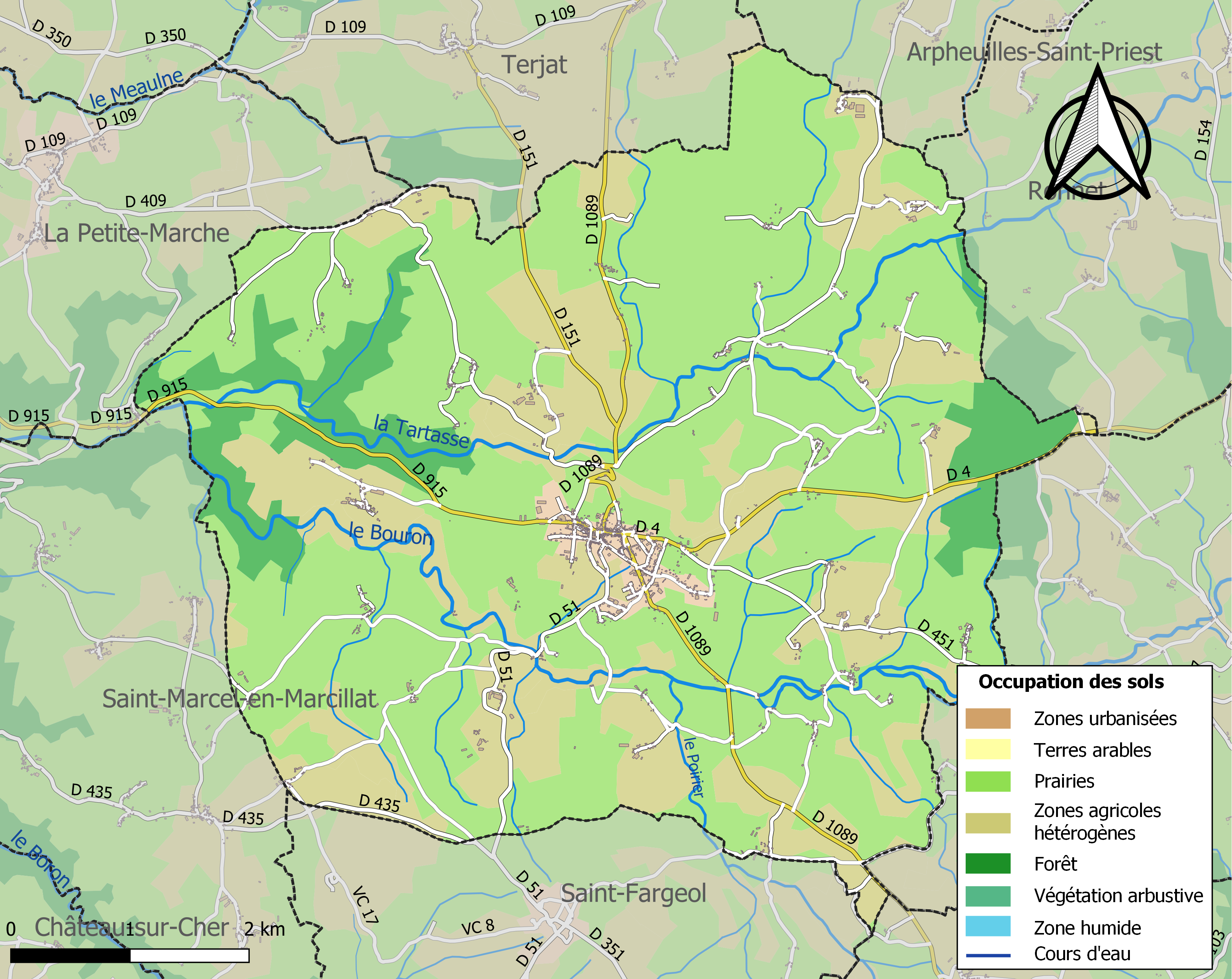
Carte des infrastructures et de l'occupation des sols de la commune en 2018 (CLC).

L'occupation des sols de la commune, telle qu'elle ressort de la base de données européenne d’occupation biophysique des sols Corine Land Cover (CLC), est marquée par l'importance des territoires agricoles (90,1 % en 2018), une proportion sensiblement équivalente à celle de 1990 (90,3 %). La répartition détaillée en 2018 est la suivante :
prairies (63,4 %), zones agricoles hétérogènes (26,7 %), forêts (8,2 %), zones urbanisées (1,7 %).
L'IGN met par ailleurs à disposition un outil en ligne permettant de comparer l’évolution dans le temps de l’occupation des sols de la commune (ou de territoires à des échelles différentes). Plusieurs époques sont accessibles sous forme de cartes ou photos aériennes : la carte de Cassini (XVIIIe siècle), la carte d'état-major (1820-1866) et la période actuelle (1950 à aujourd'hui).

## Toponymie
Au Moyen Âge, Marcillat était nommée Marcillac-en-Guyenne,, nom qui dérive de son nom local en ancien bourbonnais Marcilhac de Guiene,,,. Marcillat fait, en effet, partie du Croissant, zone où l'occitan et la langue d'oïl se mélangent,.

## Histoire
Au Moyen Âge, Marcillat obtient une charte de franchise, octroyée en 1258 par Guillaume de Rochedagoux ; cette charte est semblable à celle de Montluçon de 1242. Le seigneur est représenté par un bailli. La censive annuelle va de 6 sous à 1,50 sou. Cette charte contient 53 articles ; elle fut confirmée en juin 1314 par Louis Ier de Bourbon.
En 1973, le comte de Durat installe dans son château du Ludaix Michel-Georges Micberth (1945-2013), pamphlétaire et homme politique qui dirige la Nouvelle Droite française. Celui-ci est arrêté le 15 août 1974 pour avoir détenu un chéquier volé au nom de l'ancien président de la République Georges Pompidou. C'est l'affaire dite des chèques Pompidou.
En 1991, Marcillat-en-Combraille est jumelée avec la ville de Wadersloh, en Allemagne (Rhénanie-du-Nord-Westphalie).

## Politique et administration

### Liste des maires
| Période                                  | Période                    | Identité          | Étiquette        | Qualité |
| ---------------------------------------- | -------------------------- | ----------------- | ---------------- | --- |
| Les données manquantes sont à compléter. |                            |                   |                  | |
|                                          |                            | Henri Désarménien | Droite           | Notaire Conseiller général |
|                                          |                            | Pierre Bitard     |                  | Vétérinaire Conseiller général |
|                                          | mars 1971                  | Maxime Chatron    |                  | |
| mars 1971                                | mars 2008                  | Bernard Barraux   | DVD puis UMP     | Industriel Sénateur (1989-2008) Conseiller général (1973-2011) |
| mars 2008                                | 23 mai 2020                | Christian Chito   | DVD              | Vétérinaire retraité Conseiller général du canton de Marcillat-en-Combraille Conseiller départemental du canton de Montluçon-3 Vice-président du conseil départemental Président de la communauté de communes du Pays de Marcillat-en-Combraille |
| 23 mai 2020                              | En cours (au 15 mars 2020) | Patrick Capon     | Les Républicains | Capitaine honoraire de la Police Nationale |

## Équipements et services publics

### Enseignement
Marcillat-en-Combraille dépend de l'académie de Clermont-Ferrand. Elle gère une école élémentaire publique.
Les élèves poursuivent leur scolarité au collège de La Combraille, situé dans la commune, puis dans les lycées de Montluçon.

### Télécommunications

#### Internet
Le (très) haut débit est en cours de déploiement. Pour les entreprises, le FTTO (Fibre to the Office) est prévu pour le troisième trimestre 2018. Actuellement, le débit xDSL (Pro) varie entre 10 et 85 Mbit/s au centre du village.

#### GSM / Mobiles
À mi-2016, selon les mesures des l'Arcep :
- 4G : Tous opérateurs confondus, 33 % de la commune est couverte en 4G avec 0 % chez Bouygues, 33 % chez Free, 2 % chez Orange, 0 % chez SFR ;
- 3G : 58 % chez Bouygues, 98 % chez Free, 99 % chez Orange et 75 % chez SFR ;
- 2G : 86 % chez Bouygues, 99 % chez Free, 99 % chez Orange et 82 % chez SFR.

## Population et société

### Démographie
L'évolution du nombre d'habitants est connue à travers les recensements de la population effectués dans la commune depuis 1793. Pour les communes de moins de 10 000 habitants, une enquête de recensement portant sur toute la population est réalisée tous les cinq ans, les populations de référence des années intermédiaires étant quant à elles estimées par interpolation ou extrapolation. Pour la commune, le premier recensement exhaustif entrant dans le cadre du nouveau dispositif a été réalisé en 2006.

En 2022, la commune comptait 907 habitants, en évolution de +1 % par rapport à 2016 (Allier : −1,38 %, France hors Mayotte : +2,11 %).
| 1793  | 1800  | 1806  | 1821  | 1831  | 1836  | 1841  | 1846  | 1851  |
| ----- | ----- | ----- | ----- | ----- | ----- | ----- | ----- | ----- |
| 1 414 | 1 129 | 1 368 | 1 493 | 1 592 | 1 776 | 1 704 | 1 795 | 1 755 |

| 1856  | 1861  | 1866  | 1872  | 1876  | 1881  | 1886  | 1891  | 1896  |
| ----- | ----- | ----- | ----- | ----- | ----- | ----- | ----- | ----- |
| 1 736 | 1 728 | 1 810 | 1 956 | 1 960 | 2 013 | 2 075 | 2 095 | 2 075 |

| 1901  | 1906  | 1911  | 1921  | 1926  | 1931  | 1936  | 1946  | 1954  |
| ----- | ----- | ----- | ----- | ----- | ----- | ----- | ----- | ----- |
| 2 063 | 2 049 | 1 957 | 1 786 | 1 796 | 1 588 | 1 529 | 1 425 | 1 290 |

| 1962  | 1968  | 1975  | 1982 | 1990 | 1999 | 2006 | 2011 | 2016 |
| ----- | ----- | ----- | ---- | ---- | ---- | ---- | ---- | ---- |
| 1 207 | 1 147 | 1 011 | 976  | 866  | 912  | 902  | 898  | 898  |

| 2021 | 2022 | - | - | - | - | - | - | - |
| ---- | ---- | - | - | - | - | - | - | - |
| 905  | 907  | - | - | - | - | - | - | - |

### Manifestations culturelles et festivités
- Le jeudi est le jour du marché local.
- Marché de printemps et Marché de Noël.

### Sports et loisirs
- Avenir Combraille : football.
- Hand' Combraille : handball.
- T.C. Marcillat : Tennis-Club des Combrailles.

### Médias
Trois stations FM sont diffusées sur le secteur : la radio locale Radio Tartasse 106.2, RMB 103.9 et Europe 1 105.0.

## Économie

### Commerçants - artisans - entreprises
Marcillat-en-Combraille compte une vingtaine de commerçants et artisans. La plupart d'eux sont réunis dans l'ATIC (l'association des travailleurs indépendants de la Combraille).
La zone d'entreprise accueille divers entreprises.

## Culture locale et patrimoine

### Lieux et monuments

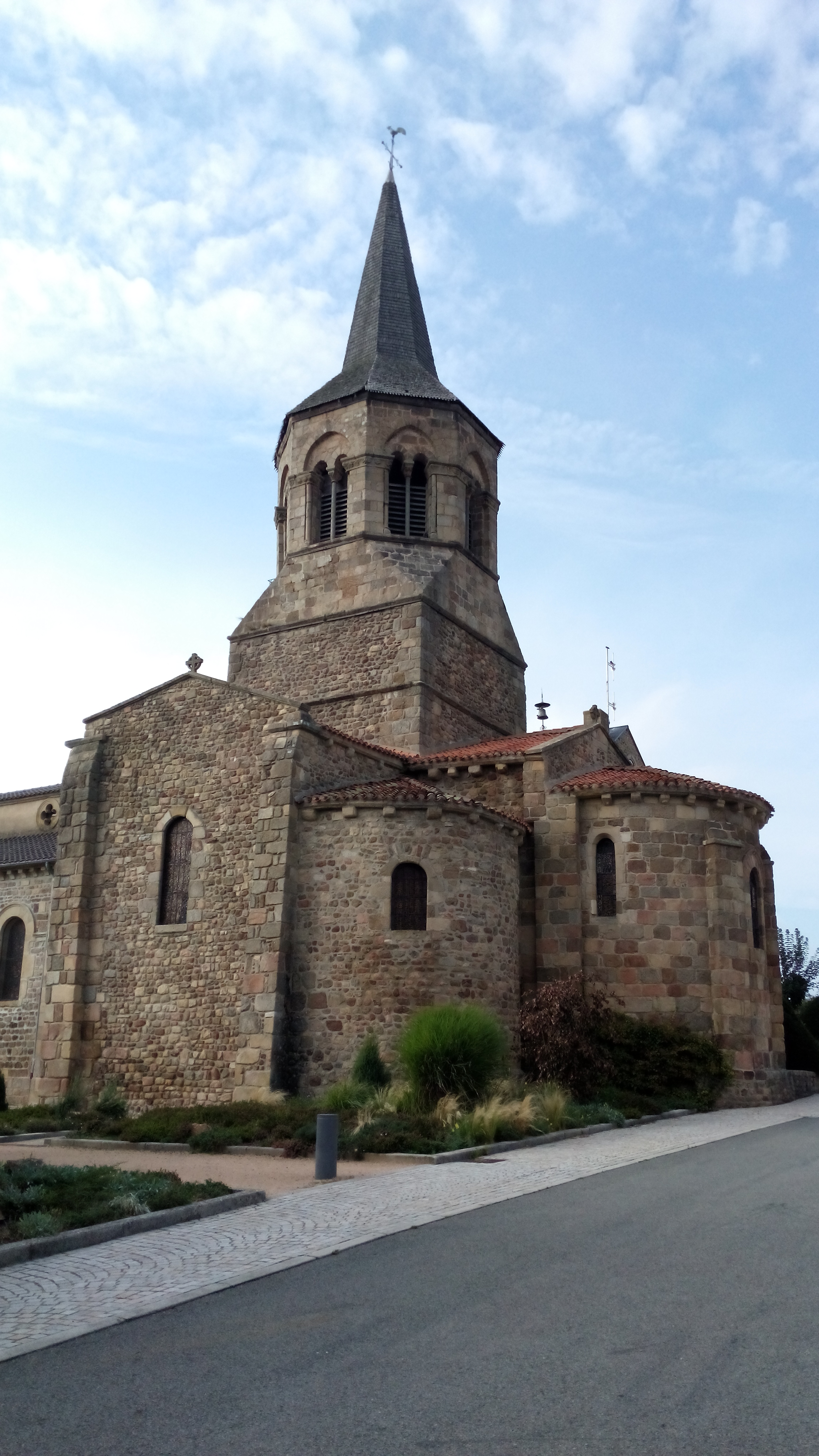

- Église Notre-Dame, datant des XIIe et XIXe siècles et possédant un chevet roman, inscrit au titre des monuments historiques en 1933[34].
- Château du Courtioux, une grande bâtisse qui avec ses dépendances et son parc, à proximité immédiate du bourg, fut achetée en 1961 par la ville de Sarcelles et accueillit de cette date à 1991, des colonies de vacances de cette commune de la région parisienne[35].
- Château du Ludaix, château construit au début du XIXe siècle à l'emplacement d'une gentilhommière du XVe siècle. Il a conservé son donjon médiéval.
- Château de la Romagère.
- Château de Fougères.
- Château de Marcillat, dans le centre du bourg, donjon carré et logis d'un château du XVe siècle[36].

### Associations
- Arverni, résidence d'artistes. Arverni a pour but de soutenir par tout moyen la création et la recherche artistiques, ainsi que d’amener la population locale à participer activement pour s’enrichir culturellement.

### Personnalités liées à la commune
- L'exploratrice Erique Guilloteaux (1862-1958), grand tante d'Hervé Bazin et donatrice du musée Anne de Beaujeu de Moulins, s'est retirée à la fin de sa vie à Marcillat.
- L'abbé Michel Peynot (1866-1950), érudit local né à Marcillat, auteur d'un ouvrage réputé sur Marcillat ; une rue de la ville porte son nom.
- Bernard Barraux (né à Marcillat en 1935), sénateur de l'Allier de 1989 à 2008, maire de la commune de 1971 à 2008.

### Héraldique
|  | Les armes de la commune se blasonnent ainsi : D’azur au lion échiqueté d’or et de gueules, à la cotice d’argent brochant sur le tout. |